# La Morra
La Morra é uma comuna italiana da região do Piemonte, província de Cuneo, com cerca de 2.608 habitantes. Estende-se por uma área de 24 km², tendo uma densidade populacional de 109 hab/km². Faz fronteira com Alba, Barolo, Bra, Castiglione Falletto, Cherasco, Narzole, Roddi, Verduno.

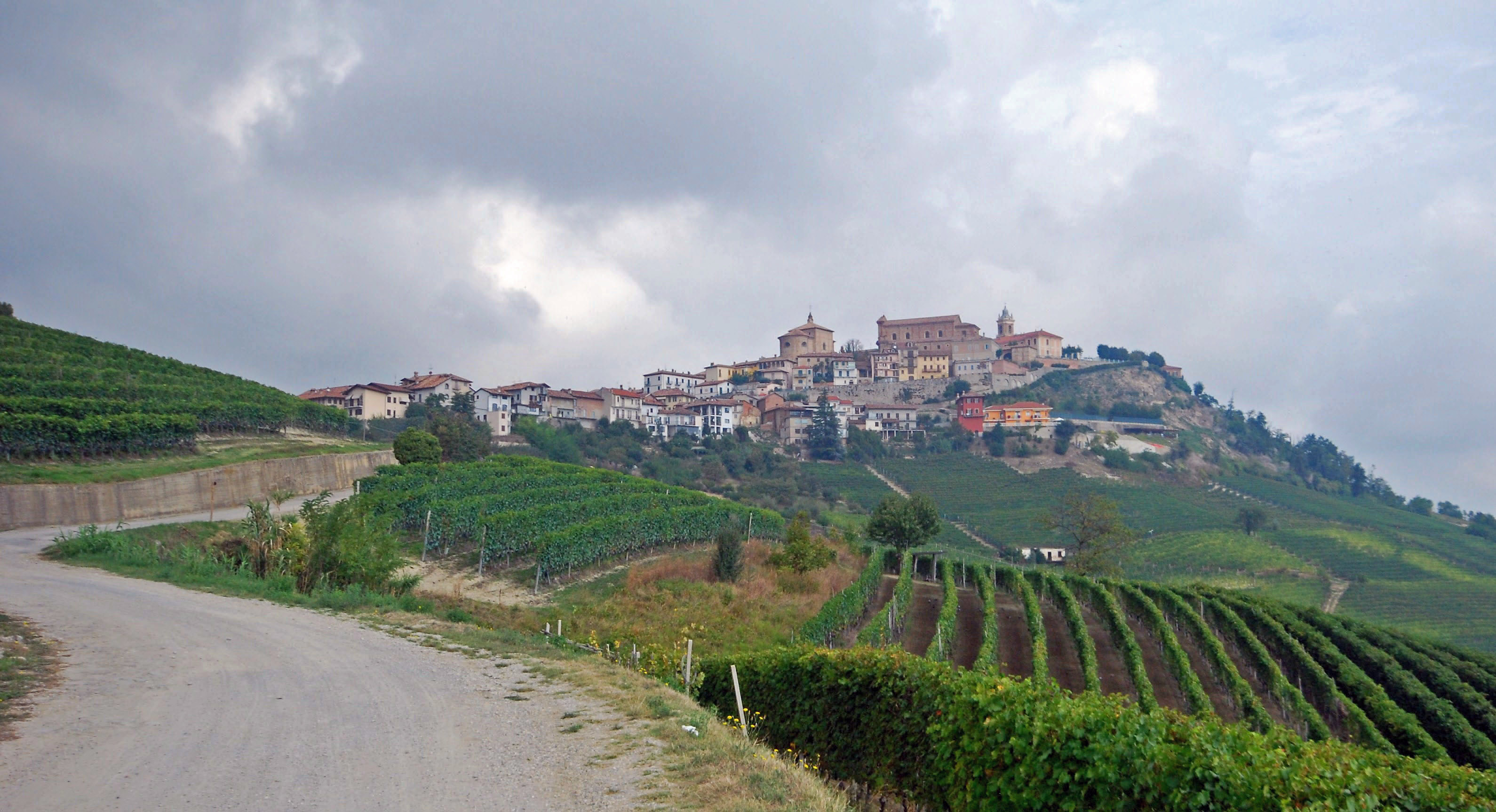
La Morra.

## Demografia
| Variação demográfica do município entre 1861 e 2011                               |
|                                                                                   |
| Fonte: Istituto Nazionale di Statistica (ISTAT) - Elaboração gráfica da Wikipedia |